# Maradipura, Nagamangala
Maradipura là một làng thuộc tehsil Nagamangala, huyện Mandya, bang Karnataka, Ấn Độ.